# 朱廷立
朱廷立（1482年—1556年），字子禮，一字子履，號两厓、两崖，湖廣武昌府興國州通山縣人，明朝政治人物。

## 生平
朱伯驥之子。初与徐曰仁、邹守益、钱德洪同受學于王陽明之門。登嘉靖二年（1523年）癸未科进士，初令诸暨，民健訟，作訟誠，民为感動罷訟。又議作海塘，歲省夫值百金，既去，邑人立祠以祀。嘉靖七年（1528年），擢监察御史，十年辛卯，巡按順天，督修河道，功成。又视蜀，會土夷蠢動，圍長安堡甚急，廷立督衆力戰平之，捷聞，上嘉歎，赐金币。尋以忤時宰閑住。十四年乙未，詔復官，督京畿學政，崇正學，精于衡鉴，學者稱為朱夫子云。十六年丁酉，升南太僕少卿，十八年以母老乞終養歸。南北科道交章薦之，二十五年（1546年）五月起都察院右僉都御史、協管院事，遷大理寺卿，陳三事曰：慎刑名、清吏習、正士風，上嘉納之。二十七年（1548年）十月遷工部右侍郎，二十八年二月改禮部右侍郎，四月被革职閑住，即謝政歸。闭门習静，日坐炯然亭，惟以著述讲学为事。篤于孝友，撫兄孤如己出。宗黨貧乏者，輒周之。卒年七十有五。

## 著作
所著有《鹽政志》、《馬政志》、《家禮節要》行于世，其《两崖集》及疏草藏家塾。

## 家族
曾祖朱信，按察司檢校。祖父朱原聪。父朱伯驥，號南溪，成化十九年举人，官广州府推官。母吴氏。慈侍下。兄廷文、廷輔。